# Большие мамочки: Сын как отец
«Большие мамочки: Сын как отец» (англ. Big Mommas: Like Father, Like Son) также известен как «Дом большой мамочки 3» — американская криминальная комедия 2011 года режиссёра Джона Уайтселла, продолжение фильмов «Дом большой мамочки» и «Дом большой мамочки 2», в главных ролях которого играют Мартин Лоуренс и Брэндон Т. Джексон. Мировая премьера состоялась 16 февраля, в России — 24 февраля 2011 года.

## Сюжет
Агент ФБР Малкольм Тёрнер (Мартин Лоуренс) продолжает работать под прикрытием «Большой мамочки» вот уже почти десять лет. Его пасынок Трент Пирс (Брэндон Т. Джексон) только что окончил школу и получил уведомление о поступлении в университет Дьюка, но сам предпочитает развивать музыкальную карьеру в качестве рэпера под именем Prodi-G. Ему нет 18 лет, и он не может ничего подписать, а Малкольм отказывается, потому что считает, что Тренту надо получить образование. Чтобы получить подпись, он преследует Малкольма во время его работы и становится свидетелем убийства, которое совершил русский гангстер Чирков. Чтобы обеспечить Тренту безопасность, Малкольм переодевается в «Большую мамочку» в третий раз, так как Чирков собирается убить того. Трент тоже начинает работать под прикрытием, превратившись в племянницу «Большой мамочки» Шармейн Дэйзи Пирс. Они отправляются в школу искусств для девочек. Трент влюбляется в одну из девочек, в то время как «Большая мамочка» пытается узнать информацию у охранника по имени Кёртис Кул (Фэйзон Лав), который интересуется большими женщинами.
Малкольм ищет флешку, чтобы предъявить обвинения Чиркову и тем самым спасти Трента. Она находится в музыкальной шкатулке, которая была украдена из библиотеки. Трент тем временем идёт на свидание с Хэйли, где встречает своих друзей, которые доложили Чиркову (он представился продюсером, который хочет предложить Тренту работу) его местонахождение. Помощники Чиркова преследуют Трента, но теряют его из виду, так как он переоделся в Шармейн. Начинается выступление Хэйли, и Шармейн решается помочь ей, так как сам он должен был играть в дуэте с ней в облике Трента, но выдаёт себя, спев мужским голосом. Хэйли уходит, а Трента увидел Чирков. Малкольм узнал, что шкатулку с флешкой выкрала из библиотеки Хэйли, и она должна вечером вернуть её обратно. В библиотеке Трент всё ей объясняет и показывает флешку, но подоспевшие преступники пытаются их убить. Спасает ситуацию вовремя подоспевший Кёртис. Как и обещал Малкольм, он подписал контракт, но Трент решает пойти в университет Дьюка. Фильм заканчивается клипом Prodi-G, где тот поёт свои песни. Там же появляется и «Большой папочка».

## В ролях
| Актёр              | Роль                                               |
| ------------------ | -------------------------------------------------- |
| Мартин Лоуренс     | Хэтти Мэй «Большая мамочка» Пирс / Малкольм Тёрнер |
| Брэндон Т. Джексон | Трент Пирс / Шармейн Дэйзи Пирс                    |
| Джессика Лукас     | Хейли                                              |
| Фэйзон Лав         | Кёртис Кул охранник библиотеки                     |
| Ана Ортис          | Гейл Флэтчер                                       |
| Портия Даблдэй     | Жасмин                                             |
| Кен Джонг          | почтальон                                          |
| Тони Карран        | Чирков                                             |
| Шерри Шеперд       | Бэверли Таунсенд уволившаяся воспитательница       |